# William Lyon Phelps

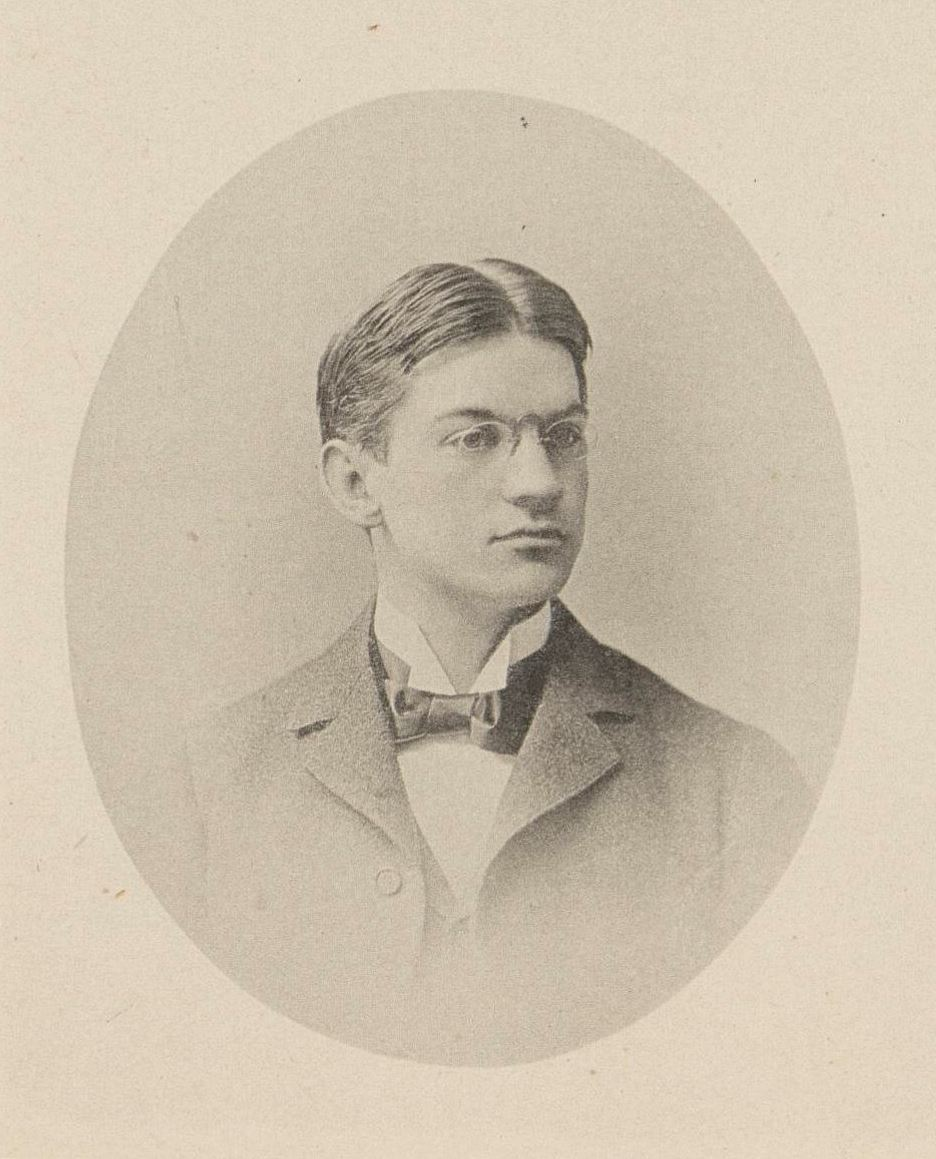
William Lyon Phelphs

William Lyon Phelps (* 2. Januar 1865 in New Haven, Connecticut; † 21. August 1943 ebenda) war ein US-amerikanischer Schriftsteller und Literaturwissenschaftler, der vor allem durch sein Buch Essays on Modern Novelists bekannt wurde.

## Leben
Nach dem Schulbesuch studierte Phelps zunächst an der Yale University und erwarb an dieser 1887 nicht nur einen Bachelor of Arts (B.A.), sondern 1891 auch einen Philosophiae Doctor (Ph.D.). Nachdem er 1891 einen Master of Arts (M.A.) an der Harvard University erworben hatte, übernahm er dort zwischen 1891 und 1892 eine Professur.
1892 kehrte er als Professor an die Yale University zurück und lehrte dort bis zu seiner Emeritierung 1933, wobei er zwischen 1901 und 1933 den Lampson-Lehrstuhl für Literaturwissenschaft an der Yale University innehatte.
Neben seiner Lehrtätigkeit verfasste Phelps zahlreiche Fachbücher, in denen er sich insbesondere mit englischsprachigen Romanen und ihren Autoren, aber auch mit modernen Dramen und Lyrik beschäftigte.
1910 wurde er in die American Academy of Arts and Letters und 1921 in die American Academy of Arts and Sciences gewählt. 1937 zeichnete ihn die American Philosophical Society, deren Mitglied er seit 1927 war, mit ihrer Benjamin Franklin Medal aus.

## Werke (Auswahl)
- Essays on Modern Novelists (1910)
- Advance of the English Novel (1916)
- Essays on Modern Dramatists (1921–22)
- As I Like It (1923)
- What I Like in Poetry (1934)
- Autobiography with Letters (1939)
- Marriage (1940)